# Delores Tucker
Pour les articles homonymes, voir Tucker.
 (avril 2020).
Si vous disposez d'ouvrages ou d'articles de référence ou si vous connaissez des sites web de qualité traitant du thème abordé ici, merci de compléter l'article en donnant les références utiles à sa vérifiabilité et en les liant à la section « Notes et références ».
C. Delores Tucker (née Cynthia DeLores Nottage) (née le 4 octobre 1927, morte le 12 octobre 2005) est une femme politique nord-américaine connue pour sa participation au Mouvement des droits civiques et ses prises de position contre le gangsta rap.

## Biographie
Née à Philadelphie le 4 octobre 1927, Cynthia Delores était la dixième de treize enfants. Elle a fait ses études à la Temple University et la Wharton School of Business de l'Université de Pennsylvanie. Elle a obtenu plus tard deux doctorats honorifiques du Morris College de Sumter (Caroline du Sud) et du California State University Northridge (Californie) ; pour cette raison, elle est parfois dénommée "Dr Tucker".
En 1951, elle a épousé William Bill Tucker, un agent immobilier de Philadelphie, et elle a travaillé au début de sa carrière dans l'immobilier et la vente d'assurance.[réf. nécessaire]
Elle est morte le 12 octobre 2005 à l'âge de 78 ans.

## Défense des droits civiques des femmes et des minorités ethniques
C. Delores Tucker a eu une longue affiliation avec le mouvement des droits civiques et la lutte contre la ségrégation raciale. En mars 1965 à Selma, en Alabama, aux côtés du révérend Martin Luther King, elle a collecté des fonds pour la NAACP.
Elle a été la fondatrice et présidente nationale du Congrès national des femmes noires (NCBW pour National Congress of Black Women).
Elle a également dirigé le mouvement visant à faire de la Pennsylvanie l'un des premiers États à passer l'Equal Rights Amendment.

## Carrière politique
En 1971, C. Delores Tucker est devenue la première femme afro-américaine secrétaire d'État aux États-Unis, servant pour le Commonwealth de Pennsylvanie jusqu'en 1977. Durant cette période, elle a institué la première Commission de la condition de la femme.
Elle a été fondatrice et présidente du Bethune-Dubois Institute, créé en 1991 pour promouvoir le développement culturel de la jeunesse afro-américaine grâce à des bourses et des programmes éducatifs.

## Prises de position sur la musique hip-hop / rap
C. Delores Tucker a consacré les dernières années de sa vie à la condamnation de la musique gangsta rap, considérant que ce mouvement caractérisé par des paroles sexuellement explicites et misogynes menace les fondations morales de la communauté afro-américaine,. Ses prises de position ont suscité de vives critiques de la part de certains chanteurs qui l'ont visée nommément dans des textes, notamment Tupac Shakur, contre qui elle a déposé plainte pour injure publique  ; la plainte a finalement été déboutée. Elle s'est en outre opposée à la nomination de ce dernier à un prix décerné par la NAACP.
Elle a organisé des manifestations aux sièges des sociétés de l'industrie du disque (dont Sony et Time Warner) pour interrompre la diffusion de musique contenant des paroles avilissantes envers les femmes, les Afro-Américains, et les enfants.